# تله‌کابین سیلور کویین (کلرادو)

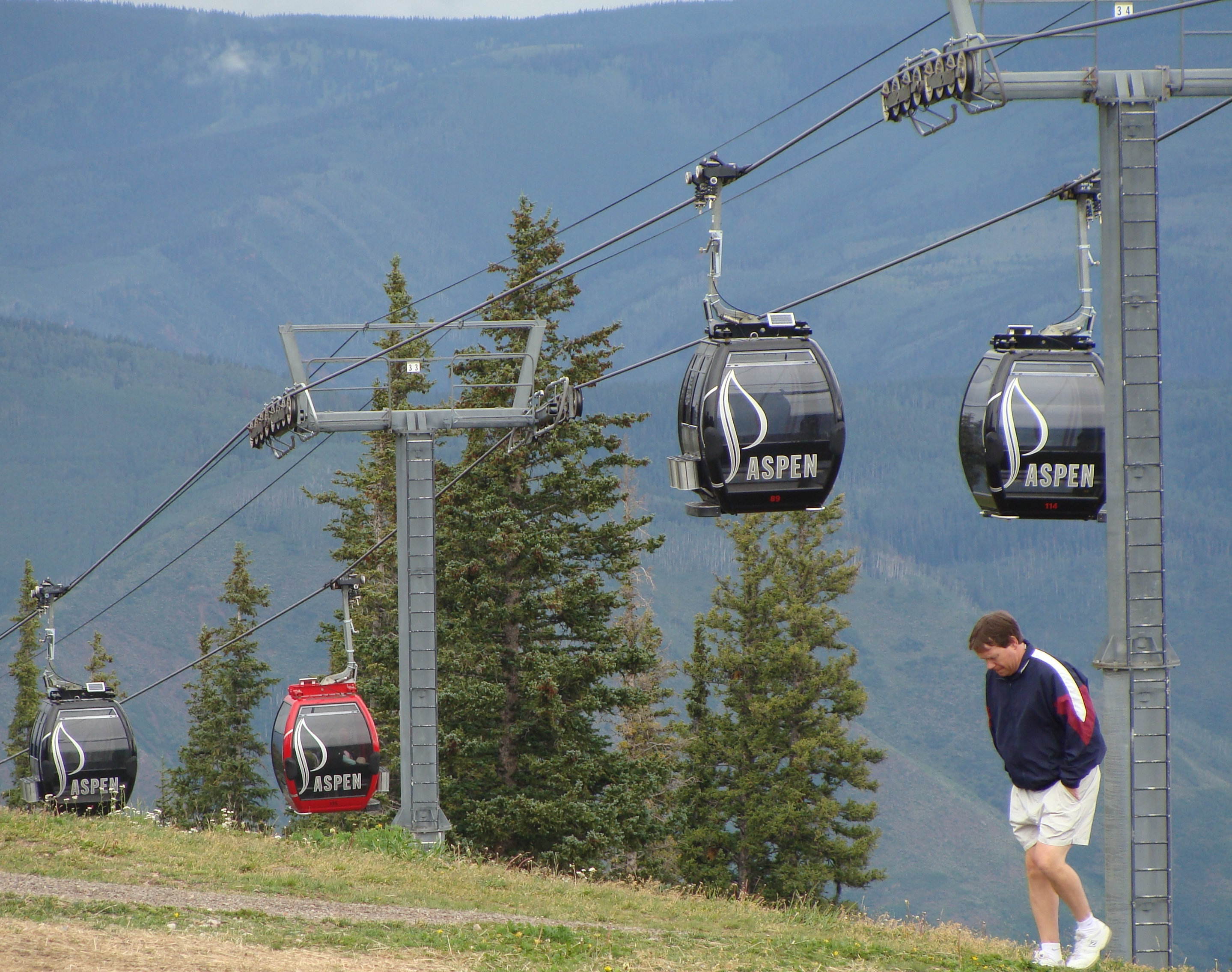

تله‌کابین سیلور کویین (به انگلیسی: Silver Queen Gondola) ساخت ۱۹۸۶، نام یک تله‌کابین تفریحی در شهر اسپن، کلرادو است.
این تله‌کابین بیش از ۴ کیلومتر طول را در ۱۷ دقیقه می‌پیماید، و ایستگاه آخر آن ۳۴۱۹ متر ارتفاع دارد، و نزد اسکی‌بازان (جهت موقعیتش) دارای محبوبیت زیادیست.